# Hancsung
Hancsung (egyszerűsített kínai írással: 汉中市, pinjin: Hànzhōng shì) prefektúra szintű város Kínában, Senhszi tartományban. Lakosainak száma 3 211 462 fő (2020).

## Népesség
| 2010 | 3 416 196 |
| 2020 | 3 211 462 |

## Testvérvárosok
- Turnhout
- Izumo